# Distemonanthus benthamianus
Distemonanthus es un género monotípico de plantas con flores perteneciente a la familia Fabaceae. Su única especie, Distemonanthus benthamianus, es originaria de África, donde se distribuye por Camerún, Guinea Ecuatorial, Gabón, Ghana, Costa de Marfil, Liberia, Nigeria, Sierra Leona y Togo.

## Taxonomía
Distemonanthus benthamianus fue descrita por Henri Ernest Baillon y publicado en Histoire des Plantes 2: 135. 1870.
Sinonimia
- Distemonanthus laxus Oliv.[3]